# New England Patriots 2012
La stagione 2012 dei New England Patriots è stata la 43ª della franchigia nella National Football League, la 53ª complessiva e la 13ª con Bill Belichick come capo-allenatore. Per la seconda stagione consecutiva la squadra ha terminato con un record di 12–4 e ha vinto il quarto titolo consecutivo della AFC East division. Nel divisional round dei playoff ha battuto gli Houston Texans ed è stata eliminata nella finale della AFC dai Baltimore Ravens.

## Scelte nel Draft 2012
| Giro | Scelta | Giocatore        | Ruolo          | College      |
| ---- | ------ | ---------------- | -------------- | ------------ |
| 1    | 21     | Chandler Jones   | Defensive End  | Syracuse     |
| 1    | 25     | Dont'a Hightower | Linebacker     | Alabama      |
| 2    | 48     | Tavon Wilson     | Safety         | Illinois     |
| 3    | 90     | Jake Bequette    | Defensive End  | Arkansas     |
| 6    | 197    | Nate Ebner       | Defensive Back | Ohio State   |
| 7    | 224    | Alfonzo Dennard  | Cornerback     | Nebraska     |
| 7    | 235{   | Jeremy Ebert     | Wide Receiver  | Northwestern |

## Staff
| Staff dei New England Patriots nel 2012 |
| --- |
| Organi dirigenziali - Chairman/CEO: Robert K. Kraft - Presidente: Jonathan Kraft Capo allenatore - Bill Belichick Altri allenatori - Assistente del capo allenatore/Offensive Line: Dante Scarnecchia - Sviluppo della forza e della condizione: Harold Nash - Assistente dello sviluppo della forza e della condizione: Moses Cabrera Allenatori dell'attacco - Coordinatore dell'attacco/Quarterback: Bill O'Brien - Assistenti dell'attacco: George Godsey e Josh McDaniels - Running back: Ivan Fears - Wide Receiver: Chad O'Shea - Tight End: Vacante Allenatori della difesa - Coordinatore della difesa: vacante - Assistente della difesa: Brian Flores - Defensive Line: Pepper Johnson - Linebacker: Patrick Graham - Defensive Back: Josh Boyer - Safety: Matt Patricia Allenatori dello special team - Coordinatore dello Special Team: Scott O'Brien |

## Roster
| Roster dei New England Patriots nel 2012 |
| --- |
| Quarterback - 12 Tom Brady - 15 Ryan Mallett Running Back - 38 Brandon Bolden - 30 Lex Hilliard - 22 Stevan Ridley - 34 Shane Vereen - 39 Danny Woodhead Wide Receiver - 11 Julian Edelman WR/CB - 85 Brandon Lloyd - 17 Greg Salas - 18 Matthew Slater - 83 Wes Welker Tight End - 86 Daniel Fells - 87 Rob Gronkowski - 47 Michael Hoomanawanui - 82 Kellen Winslow II Offensive Linemen - 61 Marcus Cannon T/G - 63 Dan Connolly G/C - 70 Logan Mankins G - 65 Nick McDonald C/G - 77 Nate Solder T - 64 Donald Thomas G - 76 Sebastian Vollmer T - 62 Ryan Wendell C/G Defensive Linemen - 66 Jake Bequette DE - 97 Ron Brace DT - 96 Jermaine Cunningham DE/OLB - 71 Brandon Deaderick DE - 98 Marcus Forston DT - 94 Justin Francis DE - 95 Chandler Jones DE - 74 Kyle Love DT - 50 Rob Ninkovich DE - 99 Trevor Scott DE - 75 Vince Wilfork DT Linebacker - 54 Dont'a Hightower OLB/MLB - 51 Jerod Mayo OLB - 59 Mike Rivera MLB - 55 Brandon Spikes MLB - 58 Tracy White OLB Defensive Back - 24 Kyle Arrington CB - 25 Patrick Chung SS - 23 Marquice Cole CB - 37 Alfonzo Dennard CB - 21 Ras-I Dowling CB - 43 Nate Ebner SS - 28 Steve Gregory FS - 32 Devin McCourty CB - 29 Sterling Moore CB - 27 Tavon Wilson FS Special Team - 48 Danny Aiken LS - 3 Stephen Gostkowski K - 14 Zoltan Mesko P Lista delle riserve - 26 Will Allen FS/CB (IR) - 88 Jake Ballard TE (PUP) - -- Josh Barrett SS (IR) - 42 Jeff Demps RB (IR) - -- Tony Fiammetta FB (Left Squad) - 52 Dane Fletcher MLB (IR) - 82 Brad Herman TE (IR) - 81 Aaron Hernandez TE (IR) - 69 Kyle Hix OT (IR) - -- Spencer Larsen FB (IR) - 91 Myron Pryor DT (PUP) - -- Jamey Richard C/G (IR) - 80 Visanthe Shiancoe TE - -- Brian Waters G (Did Not Report) - 66 Markus Zusevics G/T (NF-Inj.) Squadra di allenamento - 72 Thomas Austin G/C - 46 James Develin FB - 68 Matt Kopa OT - 49 Alex Silvestro TE - 53 Jeff Tarpinian OLB - 19 Kerry Taylor WR - 60 Jeremiah Warren G - 41 Malcolm Williams CB 53 attivi, 15 inattivi, 8 nella squadra di allenamento, 0 free agent |
| Legenda - I rookie sono in corsivo. - Il primo ruolo è il principale mentre gli eventuali successivi indicano i ruoli secondari. - (IR) sta per Injured Reserve ed indica la lista ristretta per un solo giocatore infortunato che può tornare ad allenarsi dopo la settimana 6 e a rientrare in prima squadra dopo che questa ha giocato 8 partite. - (NF-Inj.) / (NF-Ill.) stanno rispettivamente per Non-Football Injured e Non-Football Illness ed indicano le liste dove viene inserito un giocatore che ha un infortunio o una malattia non dipendente dal football americano. - (PUP) sta per Physically Unable to Perform ed indica la lista dove viene inserito un giocatore mentre è in attesa di recuperare la condizione fisica. Nella stagione regolare dopo la sesta partita giocata dalla propria squadra, il giocatore ha tempo tre settimane per riprendere ad allenarsi, più tre settimane aggiuntive dal suo rientro agli allenamenti per rientrare in prima squadra. |

## Calendario

### Stagione regolare
| Turno | Ora                | Data               | Avversario              | Risultato          | Record             | Stadio                   | TV                 | Recap              |
| ----- | ------------------ | ------------------ | ----------------------- | ------------------ | ------------------ | ------------------------ | ------------------ | ------------------ |
| 1     | 1:00 PM EDT        | 9/9/2012           | at Tennessee Titans     | V 34–13            | 1–0                | LP Field                 | CBS                | Recap              |
| 2     | 1:00 PM EDT        | 16/9/2012          | Arizona Cardinals       | S 18–20            | 1–1                | Gillette Stadium         | Fox                | Recap              |
| 3     | 8:20 PM EDT        | 23/9/2012          | at Baltimore Ravens     | S 30–31            | 1–2                | M&T Bank Stadium         | NBC                | Recap              |
| 4     | 1:00 PM EDT        | 30/9/2012          | at Buffalo Bills        | V 52–28            | 2–2                | Ralph Wilson Stadium     | CBS                | Recap              |
| 5     | 4:25 PM EDT        | 7/10/2012          | Denver Broncos          | V 31–21            | 3–2                | Gillette Stadium         | CBS                | Recap              |
| 6     | 4:05 PM EDT        | 14/10/2012         | at Seattle Seahawks     | S 23–24            | 3–3                | CenturyLink Field        | CBS                | Recap              |
| 7     | 4:25 PM EDT        | 21/10/2012         | New York Jets           | V 29–26 (DTS)      | 4–3                | Gillette Stadium         | CBS                | Recap              |
| 8     | 1:00 PM EDT        | 28/10/2012         | at St. Louis Rams       | V 45–7             | 5–3                | Wembley Stadium (Londra) | CBS                | Recap              |
| 9     | Settimana di pausa | Settimana di pausa | Settimana di pausa      | Settimana di pausa | Settimana di pausa | Settimana di pausa       | Settimana di pausa | Settimana di pausa |
| 10    | 1:00 PM EST        | 11/11/2012         | Buffalo Bills           | V 37–31            | 6–3                | Gillette Stadium         | CBS                | Recap              |
| 11    | 4:25 PM EST        | 18/11/2012         | Indianapolis Colts      | V 59–24            | 7–3                | Gillette Stadium         | CBS                | Recap              |
| 12    | 8:20 PM EST        | 22/11/2012         | at New York Jets        | V 49–19            | 8–3                | MetLife Stadium          | NBC                | Recap              |
| 13    | 1:00 PM EST        | 2/12/2012          | at Miami Dolphins       | V 23–16            | 9–3                | Sun Life Stadium         | CBS                | Recap              |
| 14    | 8:30 PM EST        | 10/12/2012         | Houston Texans          | V 42–14            | 10–3               | Gillette Stadium         | ESPN               | Recap              |
| 15    | 8:20 PM EST        | 16/12/2012         | San Francisco 49ers     | S 34–41            | 10–4               | Gillette Stadium         | NBC                | Recap              |
| 16    | 1:00 PM EST        | 23/12/2012         | at Jacksonville Jaguars | V 23–16            | 11–4               | EverBank Field           | CBS                | Recap              |
| 17    | 4:25 PM EST        | 30/12/2012         | Miami Dolphins          | V 28–0             | 12–4               | Gillette Stadium         | CBS                | Recap              |

### Playoff
| Turno            | Ora                                       | Data                                      | Avversario                                | Risultato                                 | Record                                    | Stadio                                    | TV                                        | Recap                                     |
| ---------------- | ----------------------------------------- | ----------------------------------------- | ----------------------------------------- | ----------------------------------------- | ----------------------------------------- | ----------------------------------------- | ----------------------------------------- | ----------------------------------------- |
| Wild Card        | Qualificati direttamente al secondo turno | Qualificati direttamente al secondo turno | Qualificati direttamente al secondo turno | Qualificati direttamente al secondo turno | Qualificati direttamente al secondo turno | Qualificati direttamente al secondo turno | Qualificati direttamente al secondo turno | Qualificati direttamente al secondo turno |
| Divisional       | 4:30 PM EST                               | 13/1/2013                                 | Houston Texans                            | V 41–28                                   | 13-4                                      | Gillette Stadium                          | CBS                                       | Recap                                     |
| AFC Championship | 6:30 PM EST                               | 20/1/2013                                 | Baltimore Ravens                          | S 13–28                                   | 13–5                                      | Gillette Stadium                          | CBS                                       | Recap                                     |